# Hakkı Ceylan
Hakkı Ceylan (ur. 11 listopada 1981) – turecki zapaśnik walczący w stylu wolnym. Zajął 21. miejsce na mistrzostwach świata w 2003. Siedemnasty na mistrzostwach Europy w 2013. Wojskowy mistrz świata w 2003. Drugi w Pucharze Świata w 2013 i siódmy w 2006. Mistrz świata w zapasach plażowych w 2006 roku.